# ناتج انحدار العمق
ناتج انحدار العمق لحساب إجهاد القص في قاع القناة المفتوحة التي تحتوي على مائع يخضع للتدفق الثابت والموحد. وهو يستخدم بشكل كبير في هندسة الأنهار واستعادة التدفقات وعلم الرواسب وعلم شكل الأرض وتضاريسها الغرينية. وهو عبارة عن ناتج عمق المياه ومتوسط الانحدار، بالإضافة إلى التسارع بسبب الجاذبية وكثافة المائع.

## التكوين
يشير استخدام ناتج انحدار العمق - عند حساب إجهاد القص للقاع - بشكل خاص إلى اقتراحين يسريان بشكل كبير على قنوات الأنهار الطبيعية: بأن زاوية القناة من الجانب الأفقي تكون صغيرة بشكل كافٍ، بحيث يمكن مقاربتها لتكون بمثابة الانحدار من خلال معادلة الزاوية الصغيرة، وتكون القناة أكبر بكثير من عمقها، ويمكن تجاهل تأثيرات الجدار الجانبي. ورغم أن هذه الطريقة هي طريقة بسيطة للتوصل إلى إجهاد القص فيما يمكن أن يطلق عليه في الغالب اسم نظام غريني (نهري) غير ثابت، عندما يتم أخذ المتوسط مقارنة بالمسافات بالكيلومتر، فإن متوسط هذه التنوعات المحلية وناتج انحدار العمق يصبحان أداة مفيدة لفهم إجهاد القص في القنوات المفتوحة مثل الأنهار.

### العمق ونصف القطر الهيدروليكي
الاقتراح الأول هو أن تكون القناة أعرض بكثير من عمقها، ويمكن حل المعادلات كما لو كان عرض القناة لا نهاية له. وهذا يعني أنه يمكن تجاهل تأثيرات الجدار الجانبي، وأن نصف القطر الهيدروليكي، {\displaystyle R_{h}}، يمكن افتراض أنه يساوي عمق القناة، {\displaystyle h}.
{\displaystyle R_{h}={\frac {A}{P}}}
حيث تشير {\displaystyle A} إلى مساحة المقطع العرضي للتدفق وتشير {\displaystyle P} إلى المحيط المبلل. وبالنسبة للقنوات نصف الدائرية، يمكن أن يكون نصف القطر الهيدروليكي هو نصف القطر الفعلي لها.
وبالنسبة للقناة المستطيلة على وجه التقريب (لتبسيط حسابات تفسير الافتراض)،
{\displaystyle A=bh},
حيث {\displaystyle b} تشير إلى عرض (اتساع) القناة، و
{\displaystyle P=b+2h}.
حيث b>>h،
{\displaystyle P\rightarrow b},
إذًا،
{\displaystyle R_{h}\rightarrow {\frac {bh}{b}}=h}.
وبشكل رسمي، يمكن أن يطبق هذا الاقتراح بشكل عام عندما يكون العرض أكبر من 20 ضعفًا للارتفاع، ويمكن العثور على المقدار الدقيق للخطأ الناجم من خلال مقارنة الارتفاع بنصف القطر الهيدروليكي. وبالنسبة للقنوات ذات نسبة عرض إلى عمق قليلة، يمكن العثور على حل أفضل من خلال استخدام نصف القطر الهيدروليكي بدلاً من التبسيط الموضح أعلاه.

### الضغط
إجمالي الإجهاد الواقع على قاع قناة مفتوحة ذات عرض لا نهائي يحدد من خلال الضغط الهيدروستاتيكي الواقع على القاع. بالنسبة للمائع الذي تكون كثافته {\displaystyle \rho }، تسارع الجاذبية له {\displaystyle g}، وعمق التدفق له {\displaystyle h}، يكون الضغط الواقع على القاع هو بكل بساطة وزن عنصر من عناصر المائع {\displaystyle \rho g} مضروبًا في عمق التدفق، {\displaystyle h}. وبناءً على ذلك، فإننا نحصل على التعبير الخاص بإجمالي الضغط، {\displaystyle P_{b}}، الواقع على القاع.
{\displaystyle P_{b}=\rho gh\,}

### إجهاد القص
لتحويل الضغط إلى إجهاد قص، من الضروري تحديد المكون للضغط الذي يوفر القص على القاع. بالنسبة للقناة التي تكون بزاوية {\displaystyle \alpha } من الخط الأفقي، فإن مكون الإجهاد للقص الواقع على القاع {\displaystyle /\left(\tau _{b}\right)}، والذي يعد بمثابة المكون الواقع بشكل عرضي على القاع، يساوي إجمالي الضغط مضروبًا في جيب الزاوية {\displaystyle \alpha }.
{\displaystyle \tau _{b}=\rho gh\sin {\left(\alpha \right)}\,}
وفي الأنهار الطبيعية، فإن الزاوية {\displaystyle \alpha } تكون صغيرة للغاية بشكل نموذجي. ونتيجة لذلك، تنص معادلة الزاوية الصغيرة على ما يلي:
{\displaystyle \sin {\left(\alpha \right)}\approx \tan {\left(\alpha \right)}}
وحسب التعريف، يساوي ظل الزاوية {\displaystyle \alpha } انحدار القناة، {\displaystyle S}.
{\displaystyle \tan {\left(\alpha \right)}\equiv S}
وبناءً على ذلك، يمكننا الوصول إلى الشكل النهائي للعلاقة بين إجهاد القص على القاع وناتج انحدار العمق:
{\displaystyle \tau _{b}=\rho ghS\,}

### التحجيم
بافتراض استخدام مائع مفرد جيد الخلط ويتسم بالتجانس وتسارع مفرد بسبب الجاذبية (وكلاهما اقتراحان متميزان فيما يتعلق بالأنهار الطبيعية، في حين أن الاقتراح الثاني هو اقتراح جيد للعمليات التي يتم إجراؤها على الأرض، أو أي جسم على الكوكب له تأثير مهيمن على مجال الجاذبية)، يكون المتغيران الوحيدان اللذان يحددان إجهاد القص للحدود هما العمق والانحدار. وهذا هو سر تسمية المعادلة بهذا الاسم.
{\displaystyle \tau _{b}\propto hS}
بالنسبة للتدفقات الطبيعية، في نظام المتر والكيلو والثانية (mks) أو نظام الوحدات الدولي (SI) (وحدات الباسكال لإجهاد القص)، هناك علاقة نموذجية من المفيد عدم نسيانها، وهي:
{\displaystyle \tau _{b}=10000\left[{\frac {\mathrm {kg} }{\mathrm {m} ^{2}\ \mathrm {s} ^{2}}}\right]hS}
بالنسبة للمياه ذات الكثافة 100 كجم/م3 وتقريب تسارع الجاذبية ليكون م/ث2 (يكون مقدار الخطأ في هذا الاقتراح بشكل نموذجي أقل بكثير من الخطأ الناتج عن القياسات).

## الاستخدامات
يمكن استخدام إجهاد القص على القاع للتوصل إلى ما يلي:
- صورة سرعة المتجه الرأسية في تدفق المائع
- قدرة المائع على حمل الرواسب
- معدل التبديد للملوثات ومواد التتبع.